# Landkreis Crailsheim
Der Landkreis Crailsheim war ein Landkreis in Baden-Württemberg, der im Zuge der Kreisreform am 1. Januar 1973 aufgelöst wurde.

## Geografie

### Lage
Der Landkreis Crailsheim lag im Osten Baden-Württembergs an der Grenze zu Bayern. 
Geografisch hatte er Anteil an der Frankenhöhe. Die Jagst, ein Nebenfluss des Neckars, fließt durch das ehemalige Kreisgebiet.

### Nachbarkreise
Seine Nachbarkreise waren Anfang 1972 im Uhrzeigersinn beginnend im Nordosten Rothenburg ob der Tauber, Feuchtwangen und Dinkelsbühl (in Bayern) sowie Aalen, Schwäbisch Hall, Künzelsau und Mergentheim.

## Geschichte
Das Gebiet des Landkreises Crailsheim gehörte vor 1800 zu verschiedenen Herrschaften, darunter Brandenburg-Ansbach, Hohenlohe und die Reichsstädte Rothenburg ob der Tauber und Dinkelsbühl. Zwischen 1803 und 1810 kam das Gebiet an Württemberg, wo es zunächst zu den Oberämtern Crailsheim, Gaildorf, Gerabronn und Hall gehörte, die zu den Landvogteien an der Jagst bzw. am Kocher gehörten. Ab 1818 gehörten sie zum Jagstkreis (der 1924 aufgelöst wurde), und 1934 wurden sie zu Kreisen umbenannt. 1938 erfolgte die Auflösung der Kreise Gerabronn und Gaildorf. Der vergrößerte nunmehrige Landkreis Crailsheim erhielt dabei die meisten Gemeinden des Kreises Gerabronn und einige Gemeinden des Kreises Künzelsau.
Nach der Bildung des Landes Baden-Württemberg 1952 gehörte der Landkreis Crailsheim zum Regierungsbezirk Nordwürttemberg.
Mit Wirkung vom 1. Januar 1973 wurden der Landkreis Crailsheim aufgelöst und seine Gemeinden dem vergrößerten Landkreis Schwäbisch Hall zugeordnet, der damit Rechtsnachfolger des Landkreises Crailsheim wurde. Zwei Gemeinden (Stimpfach und Rechenberg, die sich gleichzeitig zur neuen Gemeinde Stimpfach vereinigten) wurden vorübergehend dem Ostalbkreis zugeordnet, kehrten jedoch am 1. Januar 1974 wieder in den Landkreis Schwäbisch Hall zurück. Am 1. Januar 1975 verließ jedoch die Gemeinde Simprechtshausen den Landkreis, weil sie nach Mulfingen, Hohenlohekreis, eingegliedert wurde.

### Einwohnerentwicklung
Alle Einwohnerzahlen sind Volkszählungsergebnisse.
| Jahr               | Einwohner |
| ------------------ | --------- |
| 17. Mai 1939       | 51.435    |
| 13. September 1950 | 62.290    |

| Jahr         | Einwohner |
| ------------ | --------- |
| 6. Juni 1961 | 63.325    |
| 27. Mai 1970 | 68.149    |

## Politik

### Landrat
Die Landräte des Landkreises Crailsheim von 1938 bis 1972:
- 1935–1945: Wilhelm Schäfer
- 1939–1945: Karl Sautermeister (als Amtsverweser während der Abordnung von Schäfer)
- 1945: Gottfried zu Hohenlohe-Langenburg (kommissarisch)
- 1945–1946: Karl Daurer
- 1946–1948: Götz-Krafft von Oelffen
- 1948–1972: Werner Ansel

Die Oberamtmänner des ehemaligen Oberamts sind im Artikel Oberamt Crailsheim dargestellt.

### Wappen
Das Wappen des Landkreises Crailsheim zeigte unter silbernem Schildhaupt, darin ein schreitender, herschauender, rot bewehrter schwarzer Löwe, einen gespaltenen Schild, vorn in Gold eine aufrechte schwarze Kräuel (Kesselhaken), hinten geviert von Silber und Schwarz. Das Wappen wurde dem Landkreis Crailsheim am 18. Februar 1952 durch die Landesregierung von Württemberg-Baden verliehen.
Der Löwe entstammt dem Wappen der Herren von Hohenlohe, der gevierte Schild dem Wappen der Markgrafschaft Brandenburg-Ansbach und die Kräuel ist dem Wappen der Kreisstadt Crailsheim entnommen. Dabei handelt es sich um einen mit Krallen versehenen Kesselhaken.

## Wirtschaft und Infrastruktur

### Verkehr
Im Schienenverkehr wurde der Kreis durch die Fernverkehrsstrecken Stuttgart–Nürnberg in west-östlicher bzw. Aschaffenburg–Ulm in nord-südlicher Richtung gut angebunden. Eine Nebenbahn verband die ehemalige Oberamtsstadt Gerabronn und die Residenzstadt Langenburg mit der Hauptbahn in Blaufelden.
Der Bahnknoten Crailsheim war von großer Bedeutung und wies ein umfangreiches Bahnbetriebswerk auf.
Durch das Kreisgebiet führte keine Bundesautobahn (Die A 6 gab es damals in diesem Abschnitt noch nicht). Daher wurde er nur durch die Bundesstraße 290, die damalige B 14 und mehrere Landes- und Kreisstraßen erschlossen.

## Gemeinden
Zum Landkreis Crailsheim gehörten ab 1938 zunächst 58 Gemeinden, davon 5 Städte.
Am 7. März 1968 stellte der Landtag von Baden-Württemberg die Weichen für eine Gemeindereform. Mit dem Gesetz zur Stärkung der Verwaltungskraft kleinerer Gemeinden war es möglich, dass sich kleinere Gemeinden freiwillig zu größeren Gemeinden vereinigen konnten. Den Anfang im Landkreis Crailsheim machte am 1. Januar 1971 die Gemeinde Tiefenbach, die in die Stadt Crailsheim eingegliedert wurde. In der Folgezeit reduzierte sich die Zahl der Gemeinden stetig, bis der Landkreis Crailsheim schließlich am 1. Januar 1973 im Landkreis Schwäbisch Hall aufging.
Die größte Gemeinde des Landkreises war die Kreisstadt Crailsheim. Die kleinste Gemeinde war Hornberg.
In der Tabelle stehen die Gemeinden des Landkreises Crailsheim vor der Gemeindereform. Heute gehören sie alle zum Landkreis Schwäbisch Hall, mit Ausnahme von Simprechtshausen, das infolge der Eingliederung nach Mulfingen (1975) zum Hohenlohekreis gehört. Rechenberg und Stimpfach wechselten 1973 zum Ostalbkreis, im November wurde Rechenberg nach Stimpfach eingemeindet. Im Januar 1975 wurde dann auch Weipertshofen eingemeindet und die Gemeinde wechselte wieder zu den ehemaligen Kreismitgemeinden in den Landkreis Schwäbisch Hall.
Die Einwohnerangaben beziehen sich auf die Volkszählungsergebnisse in den Jahren 1961 und 1970.
| frühere Gemeinde              | heutige Gemeinde       | Einwohner am 6. Juni 1961 | Einwohner am 27. Mai 1970 |
| ----------------------------- | ---------------------- | ------------------------- | ------------------------- |
| Amlishagen                    | Gerabronn              | 311                       | 303                       |
| Bächlingen                    | Langenburg             | 424                       | 377                       |
| Bartenstein, Stadt            | Schrozberg             | 664                       | 543                       |
| Beimbach                      | Rot am See             | 471                       | 462                       |
| Billingsbach                  | Blaufelden             | 678                       | 661                       |
| Blaufelden                    | Blaufelden             | 1.997                     | 2.195                     |
| Brettheim                     | Rot am See             | 889                       | 861                       |
| Crailsheim, Stadt             | Crailsheim             | 14.387                    | 16.540                    |
| Dünsbach                      | Gerabronn              | 592                       | 585                       |
| Ellrichshausen                | Satteldorf             | 1.039                     | 982                       |
| Ettenhausen                   | Schrozberg             | 311                       | 282                       |
| Gaggstatt                     | Kirchberg an der Jagst | 688                       | 657                       |
| Gammesfeld                    | Blaufelden             | 523                       | 503                       |
| Gerabronn, Stadt              | Gerabronn              | 2.104                     | 2.488                     |
| Goldbach                      | Crailsheim             | 503                       | 557                       |
| Gröningen                     | Satteldorf             | 1.156                     | 1.186                     |
| Gründelhardt                  | Frankenhardt           | 1.349                     | 1.398                     |
| Hausen am Bach                | Rot am See             | 428                       | 396                       |
| Hengstfeld                    | Wallhausen             | 698                       | 620                       |
| Herrentierbach                | Blaufelden             | 474                       | 396                       |
| Honhardt                      | Frankenhardt           | 1.699                     | 1.789                     |
| Hornberg                      | Kirchberg an der Jagst | 171                       | 162                       |
| Jagstheim                     | Crailsheim             | 1.337                     | 1.453                     |
| Kirchberg an der Jagst, Stadt | Kirchberg an der Jagst | 1.379                     | 1.578                     |
| Kreßberg                      | Kreßberg               | 3.069                     | 3.273                     |
| Langenburg, Stadt             | Langenburg             | 1.660                     | 1.728                     |
| Lautenbach                    | Fichtenau              | 902                       | 856                       |
| Lendsiedel                    | Kirchberg an der Jagst | 954                       | 1.031                     |
| Leukershausen                 | Kreßberg               | 568                       | 544                       |
| Leuzendorf                    | Schrozberg             | 589                       | 558                       |
| Mariäkappel                   | Kreßberg               | 585                       | 556                       |
| Marktlustenau                 | Kreßberg               | 1.099                     | 1.269                     |
| Matzenbach                    | Fichtenau              | 991                       | 1.150                     |
| Michelbach an der Heide       | Gerabronn              | 574                       | 510                       |
| Michelbach an der Lücke       | Wallhausen             | 873                       | 520                       |
| Oberspeltach                  | Frankenhardt           | 471                       | 463                       |
| Onolzheim                     | Crailsheim             | 1.161                     | 1.332                     |
| Rechenberg                    | Stimpfach              | 368                       | 361                       |
| Reubach                       | Rot am See             | 450                       | 418                       |
| Riedbach                      | Schrozberg             | 386                       | 361                       |
| Roßfeld                       | Crailsheim             | 921                       | 880                       |
| Rot am See                    | Rot am See             | 1.714                     | 1.904                     |
| Ruppertshofen                 | Ilshofen               | 392                       | 413                       |
| Satteldorf                    | Satteldorf             | 1.537                     | 1.715                     |
| Schmalfelden                  | Schrozberg             | 496                       | 458                       |
| Schrozberg                    | Schrozberg             | 2.275                     | 3.019                     |
| Simprechtshausen              | Mulfingen              | 281                       | 264                       |
| Spielbach                     | Schrozberg             | 643                       | 628                       |
| Stimpfach                     | Stimpfach              | 1.234                     | 1.515                     |
| Tiefenbach                    | Crailsheim             | 947                       | 899                       |
| Triensbach                    | Crailsheim             | 519                       | 521                       |
| Unterdeufstetten              | Fichtenau              | 1.393                     | 1.555                     |
| Waldtann                      | Kreßberg               | 817                       | 904                       |
| Wallhausen                    | Wallhausen             | 873                       | 949                       |
| Weipertshofen                 | Stimpfach              | 473                       | 546                       |
| Westgartshausen               | Crailsheim             | 825                       | 877                       |
| Wiesenbach                    | Blaufelden             | 1.074                     | 1.075                     |
| Wildenstein                   | Fichtenau              | 1.074                     | 1.111                     |
| Wittenweiler                  | Blaufelden             | 284                       | 285                       |

## Kfz-Kennzeichen
Am 1. Juli 1956 wurde dem Landkreis bei der Einführung der bis heute gültigen Kfz-Kennzeichen das Unterscheidungszeichen CR zugewiesen. Es wurde bis zum 31. Dezember 1972 ausgegeben. Seit dem 28. März 2014 ist es aufgrund der Kennzeichenliberalisierung im Landkreis Schwäbisch Hall erhältlich.